# Armance
Armance è il primo romanzo dello scrittore francese Stendhal, pubblicato originalmente nell'agosto del 1827 presso l'Editore Canel sotto anonimato.

## Trama
Il romanzo, ambientato all'epoca della Restaurazione, descrive come una serie di fraintendimenti tengono separati i due amanti Armance e Octave. Octave de Malivert, un giovane brillante ma taciturno appena uscito dall'École polytechnique nasconde un segreto. Una serie di indizi lascia intuire che Octave è impotente a causa di un incidente piuttosto grave.
Quando finalmente si sposano, le maldicenze di un rivale convincono Octave che Armance si è sposata solo per egoismo. Octave parte per combattere in Grecia, e lì si suicida mascherando le proprie intenzioni in modo che la morte possa essere attribuita a cause naturali.
Armance è basato sul romanzo Olivier, ou le Secret della duchessa Claire de Duras. La scabrosità del tema dell'impotenza, abnegata dal dilagante maschilismo dell'epoca, è il motivo per il quale la duchessa decide di non pubblicare mai la sua opera, oltre alla delusione del vedersi attribuita una mistificazione prodotta da Latouche. Ma Stendhal risulta essere ben più discreto e riesce a far intendere la natura della condizione di Octave senza mai parlarne apertamente. D'altronde, la creazione di Armance germoglia dall'attitudine di osservatore acuto dell'autore, il quale si prefigge di dare al protagonista e agli scenari (i milieux) la stessa importanza all'interno di tutta la sua produzione. Il suo intento di rappresentare uno spicchio di società è perfettamente manifestato dal sottotitolo: Quelques scènes d'un Salon de Paris en 1827.

## Critica
Pur riprendendo temi cari al filone romantico allora in voga, l'opera venne accolta con freddezza dai contemporanei ai quali si presentava secondo una definizione di Sainte-Beuve "enigmatico" nei contenuti; il motivo, come fece notare André Gide nella sua celebre preface del 1925 è da ricercare nello stesso tema trattato dal romanzo: "L'impotenza sessuale del protagonista, impotenza che non è mai esplicitamente dichiarata ma, anzi, sapientemente nascosta"

## Edizioni italiane
- Armance, trad. Camillo Sbarbaro, 1927.
- Armance. Scene d'un salotto parigino, trad. Cesare Giardini, Bompiani, Milano, 1942.
- Armance. Lamiel. Racconti e novelle, trad. Mario Bonfantini e Marisa Zini, Collana Narratori Stranieri Tradotti n.50, Einaudi, Torino, 1957; Collana Gli Struzzi n. 101, Einaudi, Torino, 1976.
- Armance. Alcune scene d'un salotto parigino nel 1827, trad. Piero Bianconi, BUR-Rizzoli, Milano, 1961; a cura di Giuseppe Argentieri, Milano, Club degli Editori, 1968; Introduzione di Francesco Spandri, BUR, 2010.
- Armance, o alcune scene di un salotto parigino nel 1827, trad. Franco Cordelli, Introduzione di Piergiorgio Bellocchio, Collana I Grandi libri n. 216, Garzanti, Milano, 1978-2021.
- Armance, trad. Maurizio Cucchi, in Romanzi e racconti vol. I, Collezione I Meridiani, Milano, Mondadori, 1996, ISBN 978-88-044-1403-2.
- Armance. Nuova edizione. Introduzione di Mario Lavagetto, trad. Nunzia Palmieri, Collana ET Classici, Einaudi, Torino, 1999.